# Église protestante de Mitschdorf
L'église protestante de Mitschdorf est un monument historique situé à Gœrsdorf, dans le département français du Bas-Rhin.

## Localisation
Ce bâtiment est situé rue Principale à Gœrsdorf.

## Historique
L'édifice fait l'objet d'un classement au titre des monuments historiques depuis 1898.

## Architecture

Couronnes mortuaires de l'église de Mitschdorf (vers 1860)
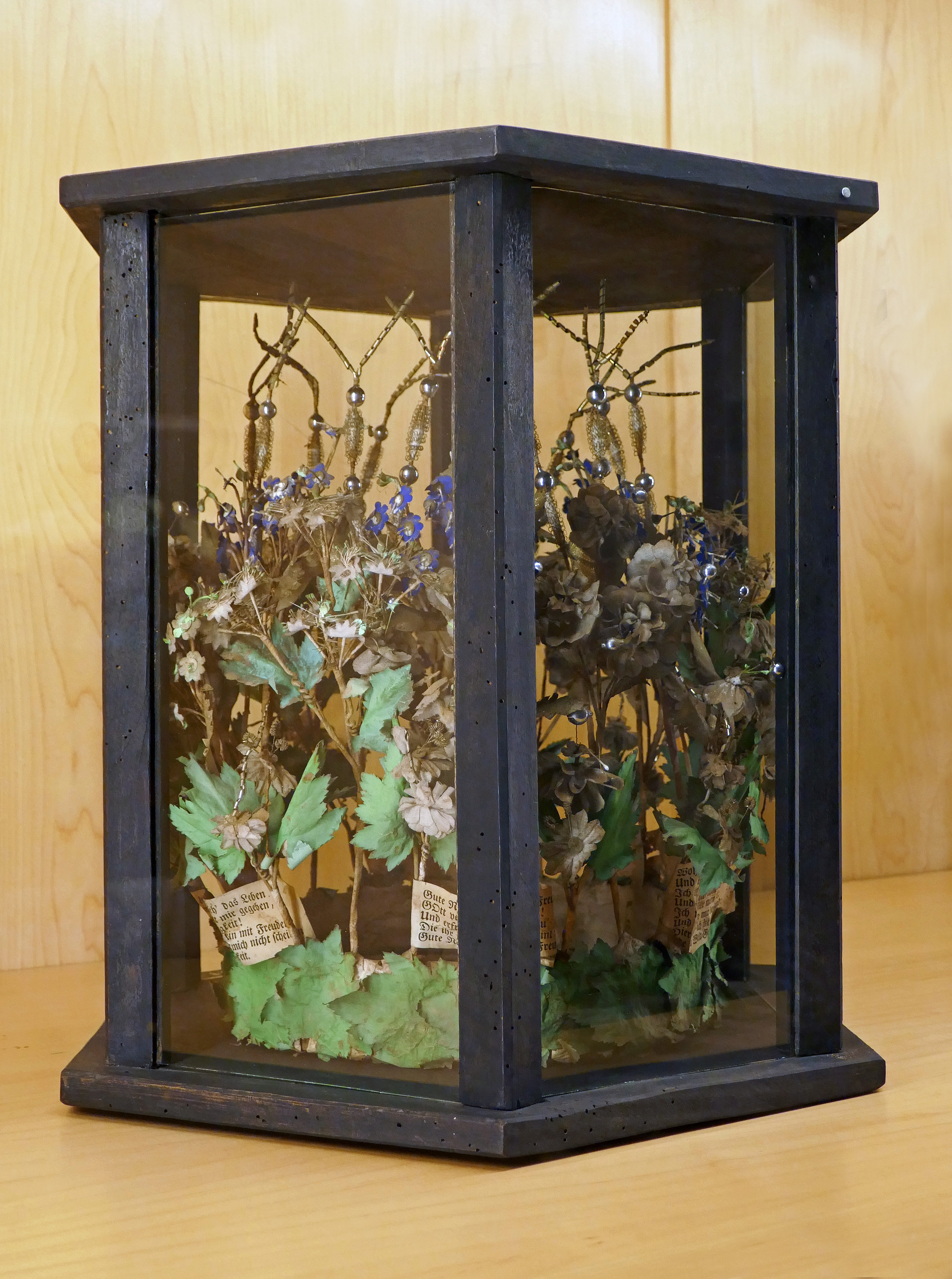
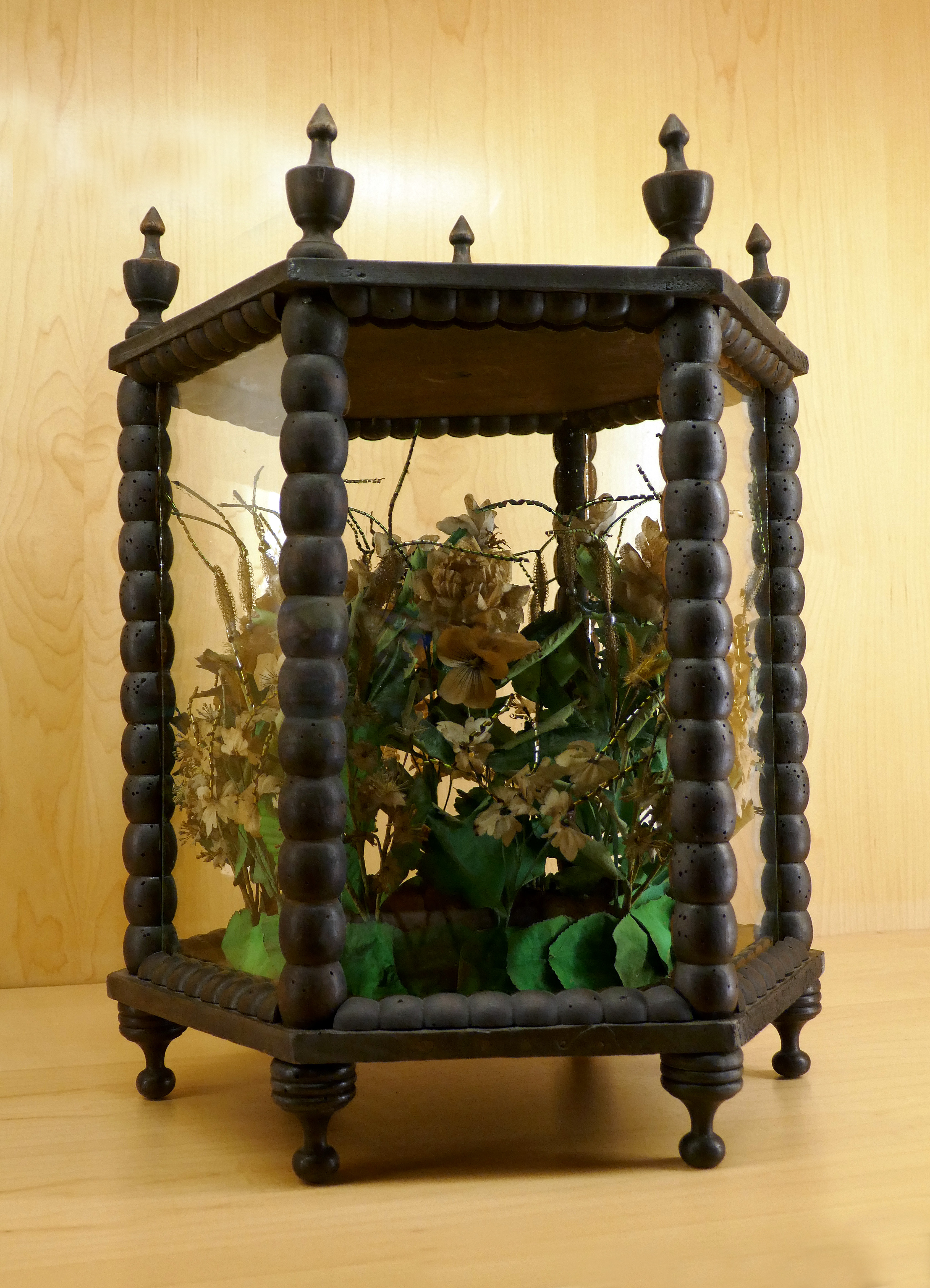